# Țentea, Bistrița-Năsăud
Țentea este un sat în comuna Chiochiș din județul Bistrița-Năsăud, Transilvania, România.
Satul a fost atestat documentar, prima oară, în anul 1219.

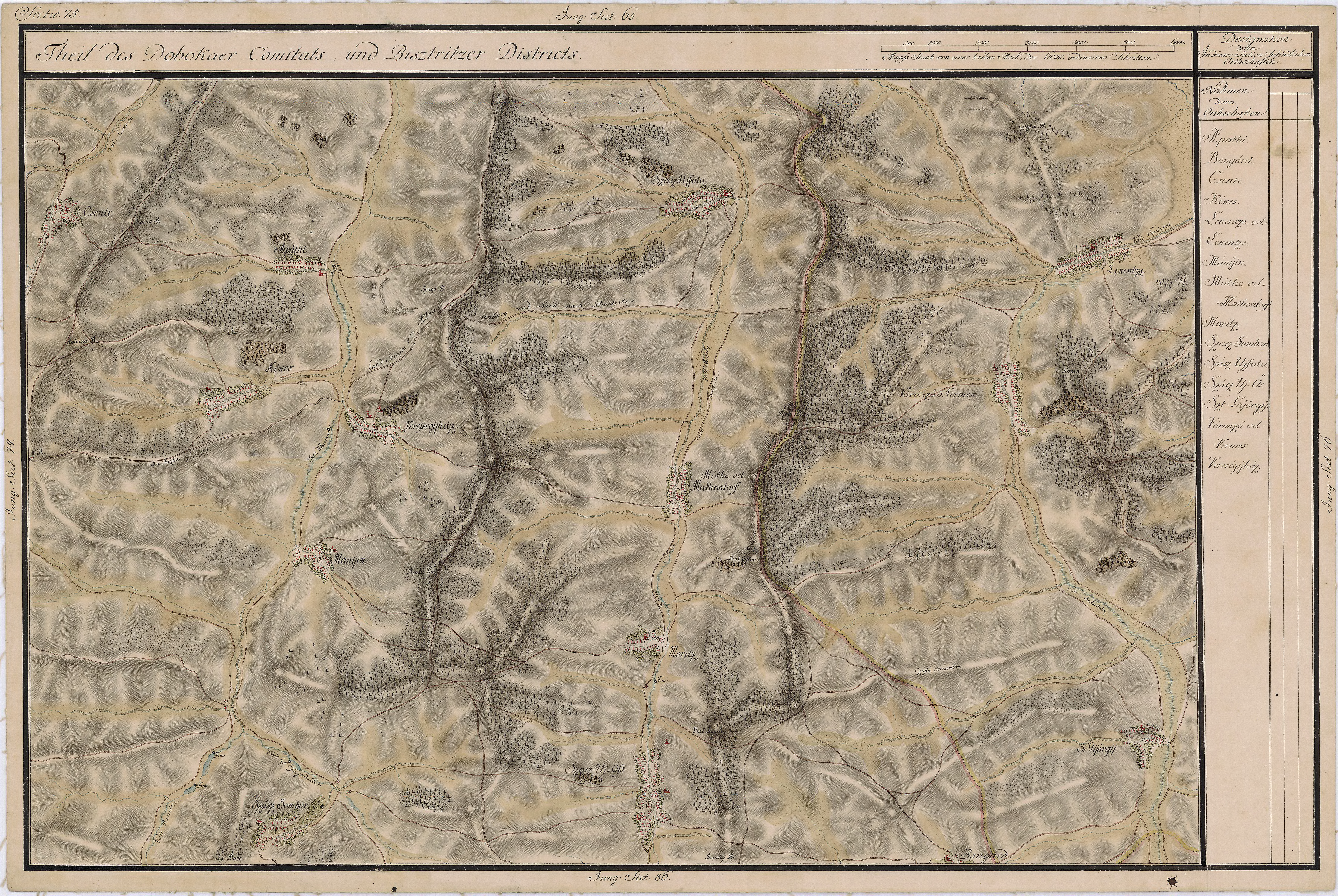
Țentea în Harta Iosefină a Transilvaniei, 1769-73